# Kálmán magyar király
Könyves Kálmán (horvátul és németül: Koloman; Székesfehérvár, 1074 körül – Székesfehérvár, 1116. február 3.) 1095-től magyar király, 1102-től horvát király, 1106-tól haláláig pedig Dalmácia királya. Apja I. Géza király, I. Béla király fia, anyja Zsófia királyné, a belga-limburgi Arnulf herceg leánya. Első felesége Hauteville-i Felícia szicíliai grófnő, második felesége Rurik Eufémia kijevi hercegnő volt.
Már életében Európa egyik legműveltebb uralkodójaként tartották számon. Eredetileg egyházi pályára szánták, egészen főpapi méltóságig jutott: előbb Nagyvárad, majd Eger püspöke lett. Ennek okán Szent László kijelölt utódja Kálmán testvére, Álmos herceg volt. A király halála után mégis Kálmán püspök emelkedett trónra. Álmos, akit testvére számos méltósággal és nagy befolyással ruházott fel, évekig próbált erőszakosan a korona birtokosává válni, mígnem Kálmán megelégelte és megvakíttatta fiával együtt. Kálmánt emiatt utódai Álmos herceg és a későbbi II. Béla király megvakításának okán próbálták a lehető legrosszabb színben feltüntetni, emlékét befeketíteni. Azonban politikája a középkorban igen felvilágosultnak számított, hírnevét emiatt még rosszakarói sem tudták teljesen elhalványítani. Mindemellett kiváló politikus és hadvezér volt, számtalan hadjáratot vezetett és nyert meg, emellett megszerezte a magyar királyoknak a horvát trónt valamint Dalmáciát. A magyar történelem legerősebb államférfijai közé sorolhatjuk, napjainkra, a történészeknek köszönhetően, megítélése kifejezetten pozitívvá vált.
Halála után fia, II. István került a trónra, kinek uralkodását a Bizánccal vívott háború és az Eufémiától született, azonban feltételezett házasságtörés miatt Kálmán által el nem ismert Borisz Kalamanosz trónkövetelése nehezítette meg. István végül utód nélkül távozott 1131-ben, ezért a korona Álmos herceg leszármazottainak fejére, az úgynevezett Álmos-ágra szállt át.

## Trónra lépése

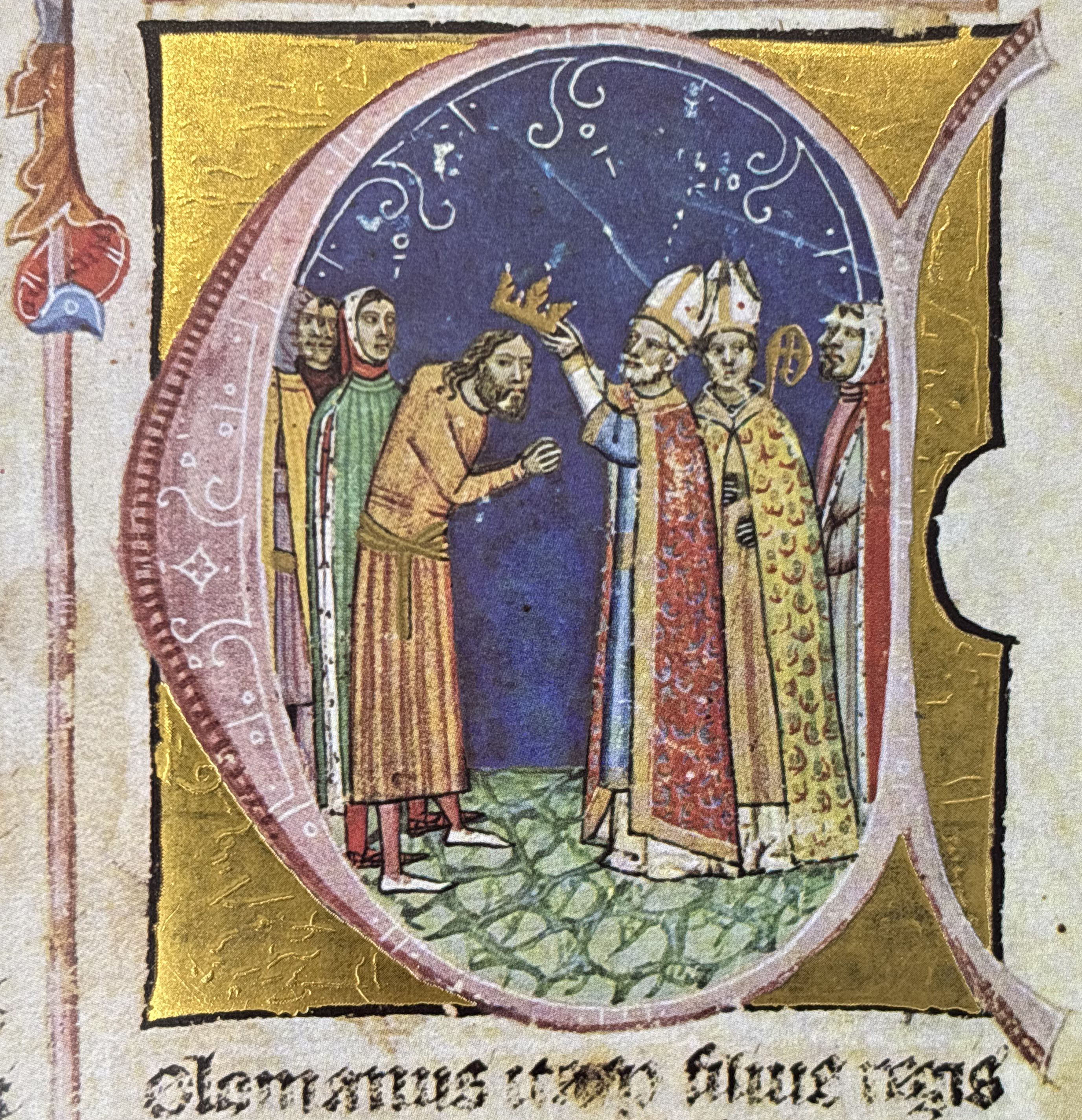
Könyves Kálmán királlyá koronázása Székesfehérvárott (Képes krónika)

Kálmánt atyai nagybátyja, I. László papnak szánta, de a felszentelés elől néhány főúr segítségével Lengyelországba szökött. Amikor a király helyre akarta állítani a pápával s IV. Henrik német-római császárral való kiegyezése miatt hűvösre fordult viszonyát, hazahívta a fiút és utódjául jelölte az addigi trónörökössel, Álmos herceggel szemben, aki Kálmán öccse volt.
Mivel az Árpád-ház későbbi királyai Álmos ágából kerültek ki, a krónikák meglehetősen előnytelen képet festenek Kálmánról. Kálti Márk a Képes krónikában így fogalmazott: „Külsejére nézve visszataszító volt: borzas, szőrös, kancsal, púpos, sánta, dadogó; ám ravasz és tanulékony."
Erat namque habitu corporis contemptibilis, sed astutus et docilis, ispidus, pilosus, luscus, gibosus, claudus et blesus
Azonban valószínűtlen, hogy akár püspök, akár király lehetett volna, ha valóban selypít, sánta, kancsal és púpos; ezt mind az egyház szabályai, mind a korabeli főurak elvárásai megakadályozták volna. Annyi valószínű, hogy nem volt olyan atletikus termetű, mint harcedzett öccse, de esze és szokatlanul nagy műveltsége, amiért Könyvesnek is nevezték, csakhamar bebizonyította rátermettségét.
Szent László halála (1095. július 29.) után ő lett az ország királya. Eleinte úgy látszott, hogy megosztja hatalmát öccsével, Álmossal, akit László Horvátország kormányzójává tett. Az első keresztes hadjárat Magyarországon átvonuló seregei ellen biztosítania kellett az országot.

## A keresztesek
1096 márciusában először Nincstelen Walter francia lovagjainak engedte meg az átkelést, de Zimonynál már kénytelen volt ezek egy részének rablásait fegyverrel megakadályozni. Mindamellett élelmiszerek küldésével segítette elő az amiens-i (Remete) Péter vezetése alatt álló második csapat átvonulását is; e csapatokat szétverte, mikor azok Zimony környékén összecsaptak a kísérő seregekkel és 4000 magyar harcost megöltek. Mégis beengedte az országba Volkmar és Gottschalk csapatait. Az egyiket rablások miatt Nyitra mellett a nép, a másikat Mosonnál maga a király győzte le.
Leiningeni Emicho gróf már nem kapott engedélyt a belépésre, ezért ostrom alá vette Moson várát. A király azonban itt is győzelmet aratott. A határra érkezett derékhad vezére, Bouillon Gottfried emiatt kérdőre vonta ugyan Kálmánt, a soproni találkozáson azonban megegyeztek. Az átkelés alatti fegyelmezett viselkedés biztosítására kezeseket adott, és Pannonhalmán maga is meglátogatta a királyt, aki nagyobb magyar sereggel kísérte, s mindennel ellátta az átvonuló kereszteseket. 1096 november közepén barátságosan búcsúzott el tőlük.

## Külpolitikája és hódításai

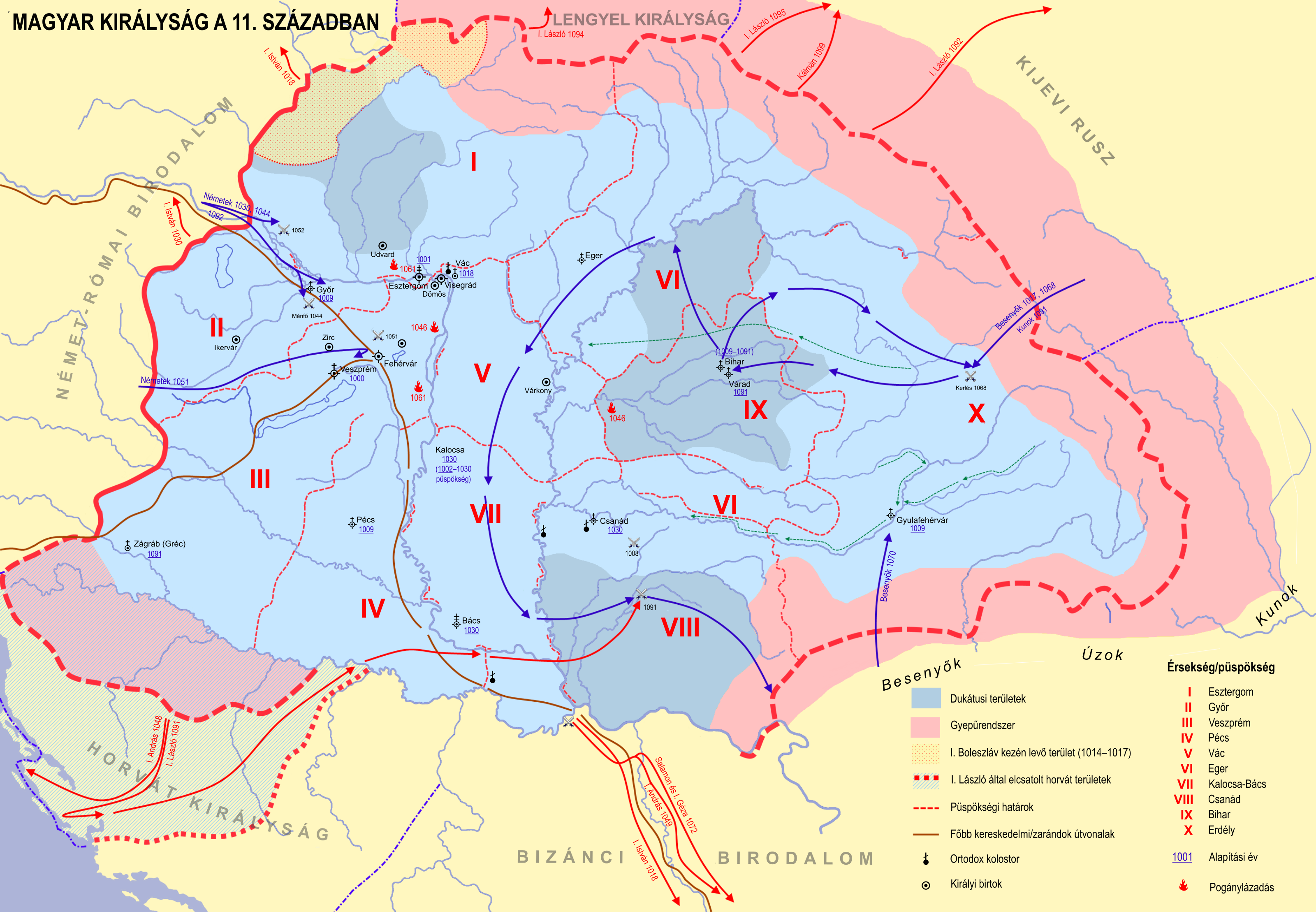
Magyarország az 1090-es évekre

A dalmát városokat ugyan Velence befolyása alatt hagyta, a dalmát–horvát hercegi címet azonban nem adta meg a dózsénak, és hatalmának megerősítése érdekében az új tengeri hatalommal, a szicíliai normannokkal lépett szövetségre: feleségül vette I. Roger szicíliai gróf leányát, Felíciát. Öccse, aki ezzel elvesztette a magyar koronára való reményét, föllázadt ellene, de Várkonynál 1098-ban a már szemben álló feleket ekkor még sikerült kibékíteni.
A kijevi nagyfejedelem hívására David Igorevics volhíniai fejedelem ellen indult hadba és megszállta Przemyślt. 1099-ben azonban a Wiar menti csatában súlyos vereséget szenvedett, és kénytelen volt visszavonulni. Még ebben az évben (1099. május 29-én) beleegyezett abba is, hogy II. Břetislav cseh fejedelem örököse testvére, Bořivoj legyen, bár ezt annak idején I. László ellenezte, sőt békét és szövetséget is kötött Csehországgal.
Bizánccal szintén szövetségre lépett 1104-ben, amikor László leányát, Piroskát, férjhez adta II. Ióannész bizánci császárhoz, I. Alexiosz császár legidősebb fiához. Ebben a szövetségben bízva 1105-ben megtámadta Dalmáciát, mire Zára (Zára), Trau (Trogir), Spalato (Split) és a legtöbb sziget önként meghódolt Kálmánnak. Ő ezért biztosította a városok önkormányzatát. Ordelafo Faliero dózse ebbe kénytelen volt belenyugodni és lemondani a dalmát és horvát hercegi címről. 1108-ban már együtt harcolt Kálmán seregeivel és a bizánciakkal Apuliában, I. Bohemund antiochiai fejedelem ellen.

## Harca Álmossal

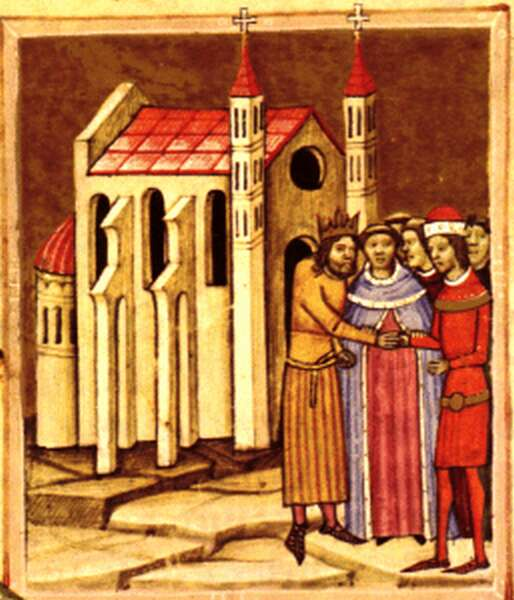
Kálmán király és Álmos kibékülése a dömösi templom előtt, a Képes Krónika illusztrációja

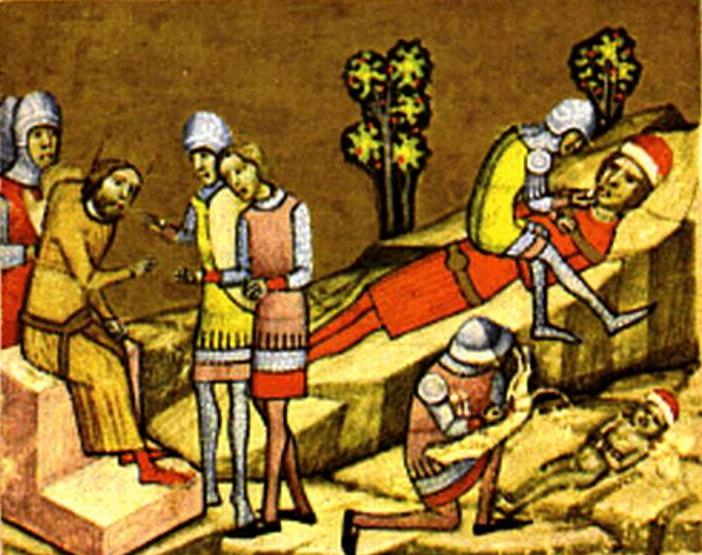
Álmos herceg és fia, Béla megvakítása (Képes krónika)

Álmos 1104. augusztus 21-én vette feleségül II. Szvjatopolk kijevi nagyfejedelem leányát. 1106-ban Német-, majd Lengyelországban keresett segítséget Kálmán ellen. Sógora, III. Boleszláv egy ideig segítette is, de azután kibékült a magyar királlyal. Álmos Abaújvárnál kegyelmet kért és kapott. Ekkor néhány hónapra zarándokként ment Jeruzsálembe. Visszatérve Dömösön templomot és monostort építtetett, melynek fölszentelésén (1108-ban) királyi bátyja is megjelent. Álmos végül Passauba ment és V. Henrik német-római császártól kért segítséget, aki szeptemberben Szvatopluk cseh fejedelemmel megtámadta Magyarországot. Miután a császár Pozsonyt több hónapos ostrommal sem tudta bevenni, kibékült Kálmánnal, a csehek és a magyarok között azonban folytatódtak a harcok.
Kálmán felesége (Felícia) és László nevű fia 1110 körül meghalt, és a király újra nősült. Új felesége Eufémia, Vlagyimir Monomah orosz nagyfejedelem leánya lett, akit azonban házasságtörés gyanújával 1114 táján elűzött és tőle született fiát, Boriszt nem ismerte el. A király 1115-ben megvakíttatta Álmost és fiát, Bélát, hogy lehetetlenné tegye trónigényüket és megóvja fiát, Istvánt a trónviszályoktól. Végül 1116. február 3-án hunyt el.

## Jelentősége
Megreformálta és enyhítette elődje, László törvényeit, ritkábban alkalmazva a halálbüntetést és eltörölte a kényszervallatást. Elfogadta a papi nőtlenségről szóló állásfoglalást és lemondott az invesztitúra jogáról (erre László még nem volt hajlandó), de ő sem engedte, hogy a püspökök hűbéresküt tegyenek a pápának. Kötelezővé tette a házasság egyházi szentesítését és fölállíttatta a nyitrai püspökséget. Azért, hogy tanulatlan személyeket ne nevezhessenek ki egyházi pozíciókba, az Esztergomban tartott zsinat azt is elrendelte, hogy a kanonokok egymás között latinul beszéljenek.
Megakadályozandó a királyi vagyon csökkenését elrendelte, hogy a fiúág kihalásával a nemesi birtokok a királyra szálljanak. Hosszú távra meghatározta az erdélyi vajda és a horvát bán címek használatát. Intézkedéseket hozott a rabszolga-kereskedelemről, a zsidókról és a honvédelemről. A törvénykönyvébe foglalt, felvilágosultságát igazolni látszó kijelentés, miszerint „a strigákról pedig, mivelhogy nincsenek, semmiféle vizsgálat ne tartassék”, valójában csak a kereszténység megerősítését szolgálta: Kálmán csak a strigák, a pogány hitvilág szerinti csodatévőnők (vagy repülő, vérszívó túlvilági lények) létezését tagadta, ugyanebben a törvénykönyvben törvényt hozott a maleficák, a bűbájosok ellen („A bűbájosokat a főesperes meg az ispán emberei keressék fel és vigyék törvény eleibe.”).
De strigis vero quae non sunt, nulla questio fiat.

## Családja
Könyves Kálmán első házasságára 1097-ben került sor, felesége az Hauteville-házból származó, Felícia (más névváltozata alapján „Buzilla”) szicíliai normann hercegnő, I. Roger szicíliai gróf leánya volt. Házasságukból négy gyermek született. Felícia 1102-ben bekövetkezett halálát követően 1112-ben Kálmán elvette a Rurik-házból származó Eufémia, kijevi fejedelmi hercegnőt, II. Vlagyimir kijevi nagyfejedelem lányát. Az Eufémiától született gyermeket kitagadta, mivel fény derült a királyné házasságtörésére.
Gyermekei:
- Zsófia (1100–1125), férje Saul bihari ispán, egy gyermekük született,
- István (1101–1131), későbbi magyar király II. István néven,
- László (1101–1112), fiatalon hunyt el,
- Borisz (?) (1113–1154), Kálmán nem ismerte el fiának, így trónkövetelőként lépett fel II. Istvánnal szemben,
- lány, aki 1117 körül Vlagyimirko Volodarovics halicsi fejedelem († 1153) felesége lett[forrás?]

## Kálmán vagy Béla?
Könyves Kálmán 1116. február 3-án halt meg, feltehetően krónikus fülgyulladásban. A Székesfehérváron állt Szűz Mária templomban (koronázó bazilika) temették el. 1848 decemberében, az egykori templom területén folyt földmunkák során érintetlen királyi pár sírját találták meg. Akkor III. Bélának és Anna királynénak tulajdonították a maradványokat. A csontok és a sírmellékletek ekkor a Nemzeti Múzeumba kerültek. A maradványokat 1898-ban I. Ferenc József király saját pénzén újratemettette a budapesti Mátyás-templomban. A közelmúltban egyesek felvetették, hogy nem III. Béla és Anna, hanem Kálmán és Felícia nyugodott egykor a sírban. A Kálmán-Béla vita végére aztán 2019-ben került pont, amikor a DNS-vizsgálat kiderítette, hogy a szóban forgó emberi maradványok nem lehetnek Könyves Kálmánéi.

## Emlékezete

### Közterületek, közintézmények, kulturális vállalkozások
- Országszerte számos településen van Könyves Kálmánról elnevezett utca, Budapesten pedig a Könyves Kálmán körút viseli a nagy király nevét.
- Újpest legrégebbi, nagymúltú középiskolája a Könyves Kálmán Gimnázium.
- A magyar művészet népszerűsítésének céljával megalakul Könyves Kálmán Műkiadó Részvénytársaság 1891-től 1947-ig szolgálta nemes célkitűzését: a könyv- és lapkiadást, a kiállítások rendezését. A részvénytársaság égisze alatt, 1906-tól az 1920-as évek közepéig működő Könyves Kálmán Szalon majdnem húsz éven át a külföldi és főleg a kortárs magyar festők egyik kedvelt kiállítóhelye volt.

### Szobrok, domborművek

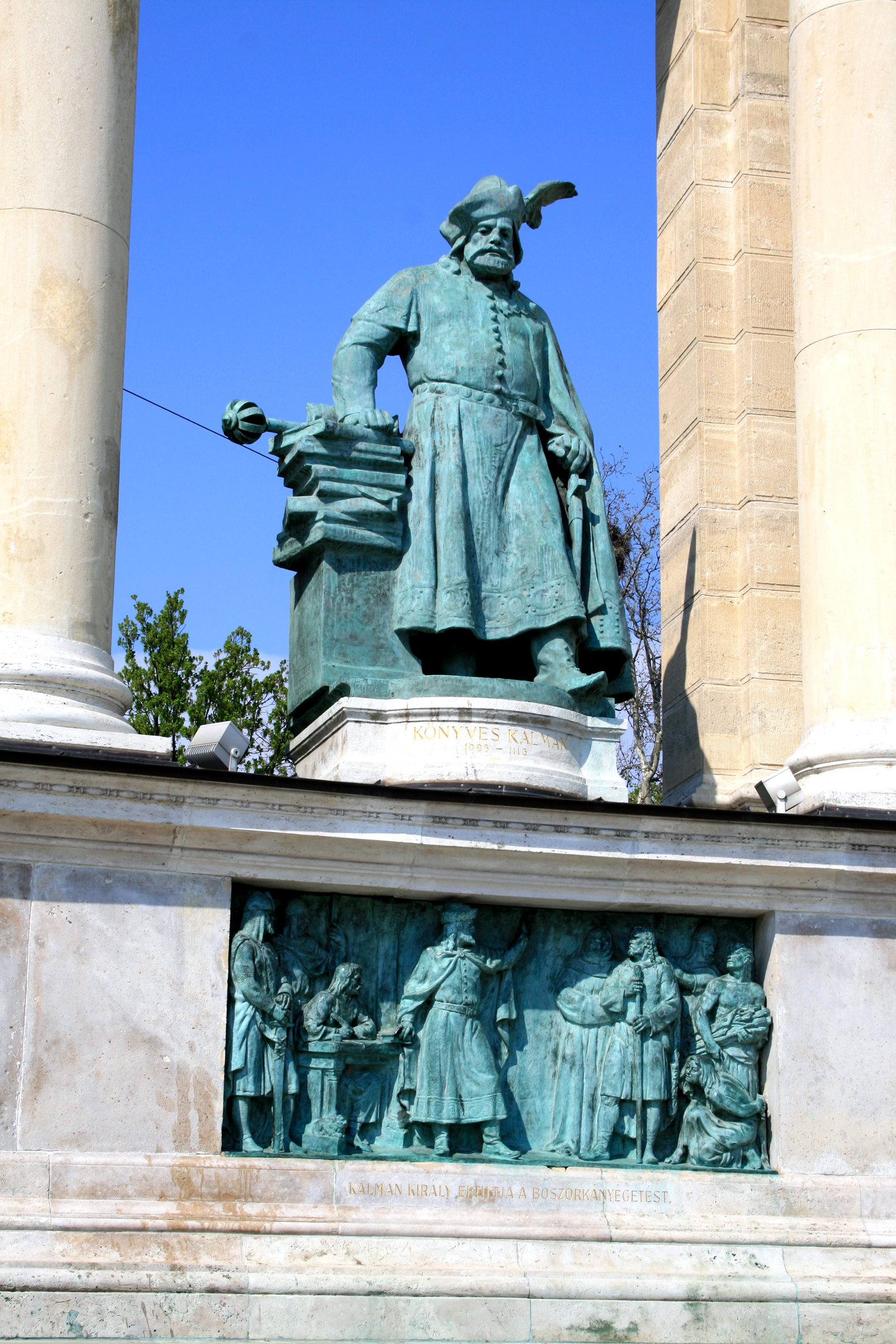
Könyves Kálmán szobra a Millenniumi Emlékművön (1906)

- Könyves Kálmán szobra helyet kapott a Budapesten, a Hősök terén álló Millenniumi Emlékművön, olyan nagy királyaink mellett, mint Szent István, Szent László, II. Endre, IV. Béla, Károly Róbert, Nagy Lajos és Mátyás király.

A Hősök terén elhelyezett Könyves Kálmán-szobrot Füredi Richárd szobrászművész alkotta 1906-ban.
A szobor alatt egy bronzdombormű látható ezzel a felirattal: „Kálmán király eltiltja a boszorkányégetést”. A bronzdombormű Antal Károly keze munkáját dicséri. (Érdekes adalék, hogy eredetileg, 1911-ben egy másik domborművet helyeztek el Könyves Kálmán szobra alá. Zala György, a korszak legjelentősebb köztéri szobrásza mintázta meg ezt, s egy ilyen feliratot lehetett olvasni alatta: „Horvátország és Dalmácia hódolata Kálmán király előtt.” (A szocializmus idején, egész pontosan 1955-ben, mivel törekedtek rá, hogy a szintén szocialista úton haladó Jugoszláviával ne élezzék ki a konfliktust az arra való utalás miatt, hogy Horvátország és Dalmácia egykor a történelmi Magyarországhoz tartozott, ezt a kényessé vált Zala György-féle domborművet lecserélték. Sorsa ismeretlen. Nagy valószínűséggel beolvasztották.)
- Budapest IV. kerületében, Újpesten a Tanoda tér 1. szám alatt működő Könyves Kálmán Gimnáziumban a kapuval szemben, a lépcsősor tetején, a félemeleten Kiss István szobrászművész Könyves Kálmánról készült mellszobra tekinthető meg. (Felavatása 1969-ben történt.)
- A Borsod-Abaúj-Zemplén vármegyei Tarcalon, a Könyves Kálmán utca és a Rákóczi utca kereszteződésében egy Könyves Kálmán-mellszobor található. E faszobor Andrey Wrona lengyel fafaragó művész alkotása 2003-ból.

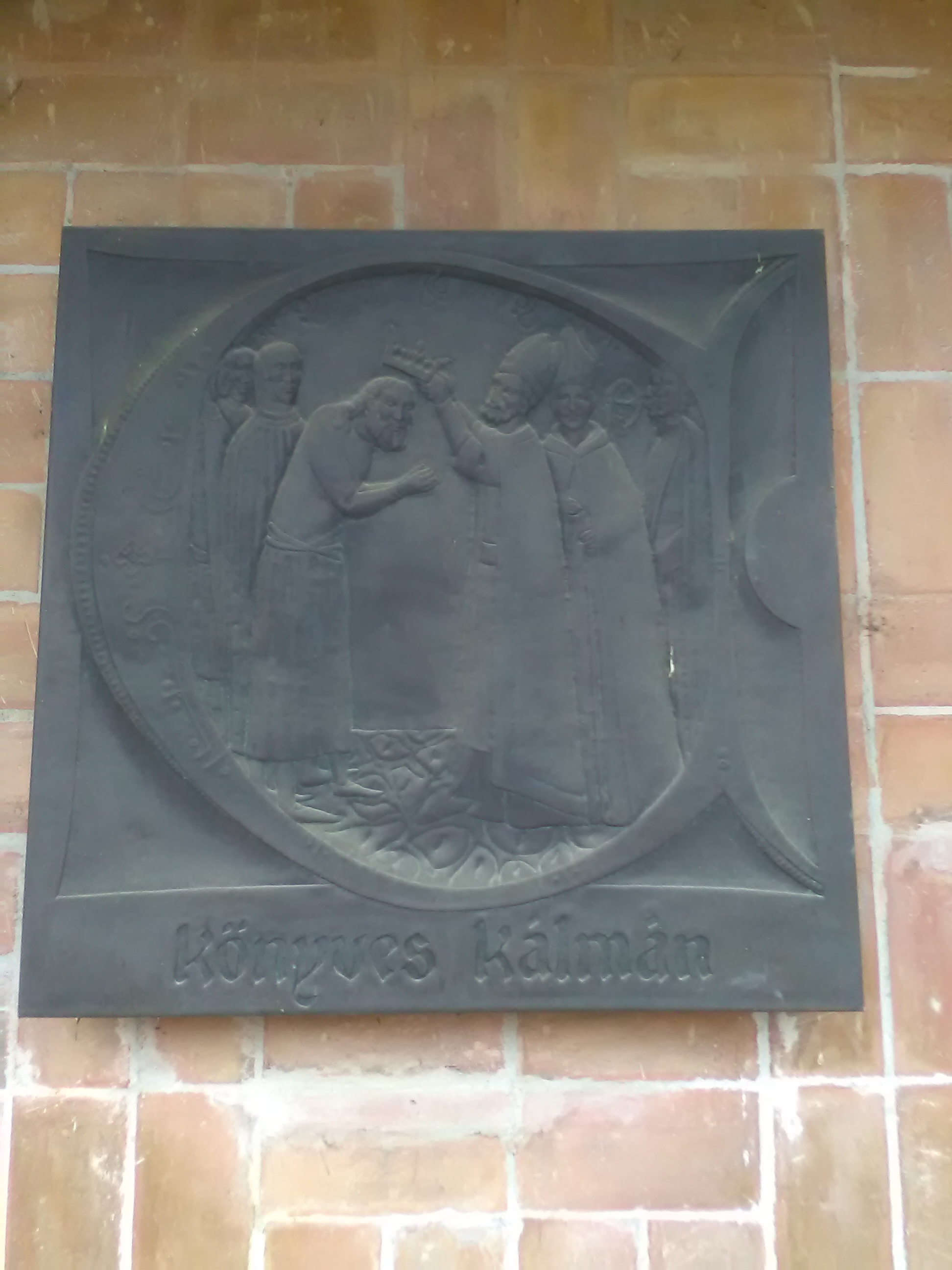
Könyves Kálmán emléktáblája Székesfehérvárott

- Könyves Kálmánnak emléktáblát állítottak Székesfehérváron, a Nemzeti emlékhelyen.

### Szépirodalom, ismeretterjesztő művek
- Kassay Zsolt Könyves Kálmán címmel regényt írt az Árpád-ház egyik legjelentősebb uralkodójáról, melyet a Singer és Wolfner Könyvkiadó adott ki 1941-ben.
- Kollázs Zsolt Istenítélet című, Könyves Kálmán keresztje alcímű munkája, melyet a Lazi Kiadónál publikált, Könyves Kálmán és öccse, Álmos herceg hatalmi harcát, illetve a király morális dilemmáit állítja fókuszba.
- Hegedűs Gézának a népszerű Képes történelem című sorozatban megjelent Korona és kard című, az Árpád-kort megidéző ismeretterjesztő könyve is külön fejezetet szentel Könyves Kálmánnak és azoknak az eredményeknek, amelyeket uralkodása során elért.
- Fábián László Gyanánt című regényében is Könyves Kálmán királyunk végtelenül komplex személyiségének titkát kívánja megfejteni.
- Fehér Tibor: Könyves király című műve szintén Könyves Kálmán előtti tisztelgés.
- Könyves Kálmán nagyformátumú alakja Páskándi Gézát is megihlette. Egy háromfelvonásos drámában fejtette ki, mit gondol róla. 1980. július 19-én a Szegedi Szabadtéri Játékok ennek, a – terjedelmi okokból – erősen meghúzott drámának az ősbemutatójával kezdődtek, s a dráma a későbbiekben két ízben is megjelent könyvalakban.
- Ősi László egy regénytrilógiát szentelt Szent László és Kálmán király korának. (A regénytrilógia A Lovagkirály öröksége címet viselő harmadik része az, amely Könyves Kálmán uralkodására koncentrál.)
- Font Márta: Így élt Könyves Kálmán című műve (Móra Könyvkiadó, 1993) elsősorban a tanulóifjúság számára hozza emberközelbe Kálmán királyt.
- A magyar királyok és uralkodók című sorozatban Vitéz Miklós Könyves Kálmánt és fiát, II. István egy kötetben tárgyalja. (Duna International, 2010)
- Lajta Erika: A törpeóriás című novellafüzérében is van egy olyan „időutazós” novella (Mit hibázott el Könyves Kálmán?), amelyben Könyves Kálmán udvarába látogat el a főszereplő púpos törpe. Meglepve tapasztalja, hogy Könyves Kálmán – a történelmi emlékezetben szereplő képpel szemben – daliás, jó kiállású férfi. (Az írónő ezzel a megjelenítéssel amellett foglal állást, hogy Könyves Kálmán aligha volt olyan előnytelen külsejű, mint amilyennek Kálti Márk a Képes Krónikában lefestette – inkább arról lehetett szó, hogy a későbbiekben trónra kerülő, Könyves Kálmán által megvakíttatott Álmos herceg ágából származó uralkodók bosszúból egy ilyen képet szerettek volna az utókorra hagyományozni.)